# P-Ksylen
p-Ksylen – organiczny związek chemiczny, węglowodór aromatyczny, jeden z trzech izomerycznych ksylenów. Jest to pochodna benzenu zawierająca dwie grupy metylowe przyłączone do pierścienia w położeniu para (1,4).
Rozpuszcza się w rozpuszczalnikach niepolarnych, np. w węglowodorach aromatycznych, podobnie jak wszystkie ksyleny. Jest stosowany do wytwarzania kwasu tereftalowego, przekształcanego następnie w poli(tereftalan etylenu) (PET), który jest wykorzystywany m.in. do produkcji opakowań do żywności, np. butelek.